# Leendert Johannes Breman
Leendert Johannes Breman (Amsterdam, 9 maart 1892 – Rapallo, 7 april 1965) was een Nederlands diplomaat.

## Opleiding
Breman volgde een opleiding aan de Openbare Handelsschool in Amsterdam en bleef zijn leven lang lid van “Hou’ en Trouw”, de uit 1885 daterende vereniging van oud-leerlingen.

## Agent en consul in Genua
Van 1910 tot 1913 werkte Breman bij de Koninklijke Hollandsche Lloyd en van 1913 tot 1916 bij de Stoomvaart-Maatschappij Nederland. Van 1917 tot 1935 vertegenwoordigde hij de Stoomvaart-Maatschappij Nederland in Genua, Italië, waar veel passagiers, die per trein met de zogeheten 'Nederland Express' uit Nederland waren gekomen, inscheepten voor de reis naar Nederlands-Indië. De trein, die vertrok uit Den Haag en een route volgde langs Utrecht, Keulen, Basel en Milaan, bekortte de reis naar Indië met zo'n acht tot tien dagen.
In Genua fungeerde Breman vanaf 1917 als vice-consul en van 1930 tot 1 oktober 1938 als consul van Nederland. Het ressort van het consulaat-generaal omvatte de (Italiaanse) provincies Genua, Massa-Carrara, Savona en Imperia. Voor zijn werkzaamheden 'buiten bezwaar van 's lands schatkist', zoals het destijds werd genoemd, werd Breman in 1932 benoemd tot Ridder in de Orde van Oranje-Nassau.
Als consul correspondeerde Breman met de Italiaanse journalist en antifascist Piero Gobetti (1901-1926), zette hij een welpengroep op voor de kinderen van expats, die als tegenhanger moest dienen voor de lokale fascistische jeugdbeweging Opera Nazionale Balilla en organiseerde bij hem thuis lezingen over Erasmus voor Italiaanse studenten, waarbij woorden als “fascisme” niet klonken, maar waar de boodschap van de Rotterdammer overduidelijk was.

## Oorlogsjaren en Annexatiecomité Vreeland
Eind jaren dertig keerde Breman met zijn gezin terug naar Nederland om van 1938 tot 1943 te werken voor de Economische Voorlichtingsdienst van het ministerie van Economische Zaken. Hij woonde eerst in Den Haag, maar de laatste oorlogsjaren bracht hij met zijn gezin door als evacué in het Plantagehuis in Vreeland.
In de zomer van 1945 verzocht de burgemeester van Vreeland, L. Schiethart (1881-1968), Breman om de plaatselijke afdeling van het Nederlandsch Comité voor Gebiedsuitbreiding te vormen. Dit comité was voortgekomen uit een plan van minister Eelco van Kleffens voor annexatie van Duits grondgebied. Het landelijk comité werd geleid door zijn secretaris, dr.ir. Frits Bakker Schut, die burgemeesters vroeg om plaatselijke comités samen te stellen.
Breman formeerde een bestuur dat bestond uit burgemeester Schiethart, mr. F.A. de Gelder, kandidaat-notaris te Amsterdam, die op dat moment eveneens in Vreeland verbleef; R.M.J. de Cleijn Brem, wethouder van Vreeland; D. Stapper en als secretaris P.C. Schuurman. Zelf werd hij voorzitter. Het comité hield op 27 augustus 1945 een openbare bespreking in 'Brugzicht' te Vreeland om de mening van de inwoners te horen.

## Consul-Generaal in Milaan
In 1945 werd Breman door het ministerie van Buitenlandse Zaken benoemd tot consul in Milaan en in 1948 tot consul-generaal, een functie die hij tot 1 februari 1958 bekleedde.
Nederland had al een consulaat in Milaan sinds 21 april 1871, dat bij Koninklijk Besluit van 11 augustus 1924 werd verheven tot consulaat-generaal. Als consul-generaal hield Breman zich vooral bezig met handelsbevordering, culturele zaken en juridische kwesties als de repatriatie van ontheemde Nederlanders uit Italië en diverse oorlogsschadeclaims. Voorts was hij betrokken bij het vrij krijgen van Nederlandse krijgsgevangenen in de Sovjet-Unie.

## Rietveld Paviljoen
Als zoon van een (stads)architect en kleinzoon van een aannemer was Breman in 1953 en 1954, namens de Nederlandse regering,  extra nauw betrokken bij de bouw van het Nederlandse paviljoen voor de Biënnale kunsttentoonstelling in Venetië. Zo vond Breman de offerte van de aannemer nogal hoog. Deze had volgens Breman te veel respect voor het ontwerp van Gerrit Rietveld. Het Rietveld Paviljoen, dat in 1995 grondig werd gerestaureerd, fungeert nog steeds als locatie voor de Nederlandse inzendingen voor de Biënnale.
Rietveld en Breman werden samen in 1954 voor hun inspanningen ten behoeve van het paviljoen benoemd tot Officier in de Orde van Oranje-Nassau. Ze kregen de onderscheiding uit handen van de Nederlandse ambassadeur in Italië, dr. Hendrik Nicolaas Boon.

## Persoonlijk
Na zijn pensionering bleef hij in Italië wonen. Hij kocht een huis aan de kust in Ligurië, tussen Portofino en  Genua, waar hij als agent en consul had gewerkt en waar hij tijdens de Eerste Wereldoorlog zijn Engelse vrouw Ethel (‘Lolo’) Yeats Brown had leren kennen. Met haar kreeg hij een zoon, Jan Breman.
Breman zelf was een zoon van Evert Breman, stadsarchitect van Amsterdam, en Martha Maria Neumeijer. Het echtpaar kreeg nog een andere zoon, de schrijver, componist en musicoloog Willem Frederik Breman. Beide jongens waren neven van de kunstenaar Co Breman, de broer van Evert.
Hij is vernoemd naar zijn grootvader van moederskant, Leendert Johannes Neumeijer.

## Publicaties
Breman hield veel voordrachten, schreef artikelen en publiceerde in 1935 bij uitgeverij Van Gorcum in Assen het boek Wereldcrisis. Is er een uitweg, deel 4 in de serie "In de Branding". Het werd positief besproken in onder meer Het Nieuwsblad van het Noorden en De Tijd.

## Archief
Brieven van Breman bevinden zich in:
1. het Nationaal Archief in Den Haag
  1. Archief Consulaat-Generaal in Milaan
  2. Archief Abraham van Velsen (1895-1961)
2. het Rijksbureau voor Kunsthistorische Documentatie in Den Haag
  1. Archief van Karel Eduard Schuurman en Everdine Schuurman-Henny
3. Il Centro studi Piero Gobetti in Turijn, Italië
4. het Nederlands Architectuurinstituut (NAi) in Rotterdam